# Blas Bellolio
Blas Bellolio Zappettini (Concepción, 14 de enero de 1911-Santiago, 11 de octubre de 2003) fue un médico cirujano y político chileno de ascendencia italiana. Entre 1953 y 1961 ejerció como senador por las provincias de Ñuble, Concepción y Arauco.

## Primeros años de vida
Era hijo de Juan Bellolio Zappettini, inmigrante italiano, comerciante y su prima Juana Zappettini Maquiavello.
Estudió en el Colegio de los Sagrados Corazones de Concepción, posteriormente, ingresó a la Facultad de Medicina en la Universidad de Concepción (UdeC) y finalizó sus estudios en la Universidad de Chile; en 1936 obtuvo el título de médico cirujano y se especializó en cardiología.

### Matrimonio y descendencia
Se casó con Eliana Rodríguez Gertner, el 30 de agosto de 1947 y tuvieron seis hijos. Sus nietos son el abogado e ingeniero comercial Cristóbal Bellolio, Álvaro (jefe del Departamento de Extranjería y Migración) y el exdiputado (2014-2018; 2018-2020) y el ex ministro Secretario Gral. de Gobierno; Jaime Bellolio Avaria.

## Vida pública
Se dedicó a su especialidad; fue profesor ayudante de la cátedra de medicina en la UdeC; socio fundador de la Sociedad Chilena de Cardiología (SOCHICAR).
Ingresó al Partido Agrario Laborista (PAL) en 1945; y entre 1959 y 1960 pasó a integrar el Partido Nacional Popular (Panapo).
Fue elegido senador por la Séptima Agrupación Provincial de Ñuble, Concepción y Arauco (para el período 1953-1961). 
Fue senador reemplazante en la Comisión Permanente de Constitución Legislación y Justicia y en la de Trabajo y Previsión Social; integró la Comisión Permanente de Relaciones Exteriores y la de Salud Pública.
Además integró la Comisión Mixta de Presupuesto en 1960 y, perteneció al Comité parlamentario del PAL (1956; 1956-1957); y al Comité del Panapo (1960-1961).

### Labor parlamentaria
Entre las mociones presentadas destacó, como iniciativa personal, la asignación de recursos para la construcción de edificios para la Asistencia Pública de Concepción y Chillán, Ley N° 12.944 del 28 de agosto de 1958.
En conjunto con otros parlamentarios gestionaron una subvención anual para el Departamento de Perfeccionamiento Científico (DPC) del Colegio Médico (Colmed), Ley N° 11.286 del 19 de octubre de 1953. La autorización de un sorteo extraordinario de la Polla Chilena de Beneficencia en beneficio del Templo Votivo de Maipú, Ley N° 12. 877 del 18 de marzo de 1958 y el levantamiento de un monumento en Santiago a Claudio Matte Pérez, Ley N° 14.605 del 23 de agosto de 1961.
Se destacó en el Senado también, por sus intervenciones en favor de la postura chilena en pro de la extensión de las 200 millas marinas, que Chile defendió con éxito, junto a Perú y Ecuador.
También se preocupó por la crisis del carbón en su zona, por el bienestar de los mineros y la superación de los estándares de escolaridad.
La salud pública fue una de las inquietudes más urgentes, donde hizo notar los estragos producidos en ella, por los bajos niveles de alimentación del sector laboral.
Fue defensor de los bosques, del manejo de la riqueza maderera y de la agricultura.
Fue posteriormente, delegado de Chile a la 11.ª Asamblea de las Naciones Unidas, formando parte de la Comisión de Derecho Internacional. En este periodo también, le tocó asistir, en sus últimos días, a Gabriela Mistral.
En 1960 fue miembro del Grupo Regional Panamericano de la Unión Interparlamentaria, en representación del Senado.

### Retiro y últimos años
En 1961 dejó el Senado cuando terminó su periodo y continuó dedicándose a la medicina.
Más tarde apoyaría la candidatura a la presidencia de Eduardo Frei Montalva en 1964 y, la candidatura a diputado de Javier Lira Merino  por Santiago en 1965.
Falleció en Santiago, el 11 de octubre de 2003, a la edad de 92 años.